# 木子花
木子花（学名：Rhamnus esquirolii var. glabrata）为鼠李科鼠李属下的一个变种。

## 扩展阅读
- 維基物種上的相關：木子花